# Оран (вилайет)
Ора́н (араб. ولاية وهران‎) — вилайет в северо-восточной части Алжира, одноимённый своему административному центру, городу Оран, второму по величине городу Алжира.

## Географическое положение
Оран омывается Средиземным морем на севере, он граничит с вилайетами Мостаганем на востоке, Маскара на юго-востоке, Сиди-Бель-Аббес на юге, Айн-Темушент на западе.

## История
Вилайет сформирован в 1968 году из бывшего алжирского департамента Оран.

## Административное деление
Административно вилайет разделен на 9 округов и 26 коммун.

### Округа
| № | Округ                      | Число коммун |
| - | -------------------------- | ------------ |
| 1 | Оран (Oran)                | 1            |
| 2 | Айн-эль-Турк (Aïn El Turk) | 4            |
| 3 | Арзев (Arzew)              | 2            |
| 4 | Бетиуа (Bethioua)          | 3            |
| 5 | Эс-Сения (Es Sénia)        | 3            |
| 6 | Бир-эль-Джир (Bir El Djir) | 3            |
| 7 | Бутлелис (Boutlélis)       | 3            |
| 8 | Уед-Тлелат (Oued Tlelat)   | 4            |
| 9 | Гдиель (Gdyel)             | 3            |